# Renée
Renée (auch Renee) ist ein weiblicher Vorname und Familienname.

## Herkunft und Bedeutung
Renée ist die französische Form des Vornamens Renate. Die männliche Form ist René.

## Namensträgerinnen
- Renée de France (1510–1574), Herzogin von Ferrara in Italien
- Renée de Rieux, demoiselle de Châteauneuf (1541–1582), Mätresse des französischen Königs Heinrich III.

- Renée Adorée (1898–1933), französische Schauspielerin
- Renée Bordier (1902–2000), Schweizer Krankenschwester im Dienst des Internationalen Komitees vom Roten Kreuz
- Renée Canavaggia (1902–1996), französische Astronomin und Übersetzerin
- Renée Colliard (1933–2022), Schweizer Skirennfahrerin
- Renée Doria (1921–2021), französische Opernsängerin (Sopran)
- Renée Estevez (* 1967), US-amerikanische Filmschauspielerin mit irischen und galicischen Wurzeln
- Renée Eykens (* 1996), belgische Leichtathletin (Mittelstreckenlauf)
- Renée Falconetti (1892–1946), französische Schauspielerin
- Renée Fleming (* 1959), US-amerikanische Sopranistin
- Renee Goddard (1923–2025), deutsch-britische Schauspielerin
- Renée Elise Goldsberry (* 1971), US-amerikanische Schauspielerin und Sängerin
- Renée Green (* 1959), US-amerikanische Autorin, Filmemacherin und Installationskünstlerin
- Renée Héribel (1903–1952), französische Schauspielerin beim Stumm- und frühen Tonfilm
- Renée Kahane (1907–2002), griechisch-österreichische Romanistin und Sprachwissenschaftlerin mit US-Staatsbürgerschaft
- Renee Kiley (* 1983), australische Duathletin und Triathletin
- Renée Levi (* 1960), Schweizer Künstlerin (Malerei und Installation)
- Renée Morisset (1928–2009), kanadische Pianistin und Musikpädagogin
- Renée O’Connor (* 1971), US-amerikanische Schauspielerin und Regisseurin
- Renee Olstead (* 1989), US-amerikanische Schauspielerin und Sängerin norwegischer Herkunft
- Renée Poetschka (* 1971), australische Sprinterin (400-Meter-Lauf)
- Renée Reichenbach (* 1956), deutsche Keramikerin
- Renee Rosnes (* 1962), kanadische Jazzpianistin und -komponistin
- Renée Schroeder (* 1953), österreichische Forscherin und Universitätsprofessorin der Biochemie
- Renée Schwarzenbach-Wille (1883–1959), Schweizer Fotografin
- Renée Simonot (1911–2021), französische Schauspielerin und Synchronsprecherin
- Renée Sintenis (1888–1965), deutsche Bildhauerin und Grafikerin
- Renée Felice Smith (* 1985), US-amerikanische Schauspielerin
- Renée Soutendijk (* 1957), niederländische Schauspielerin
- Renée Stobrawa (1897–1971), deutsche Schauspielerin und Drehbuchautorin
- Renée Taylor (* 1933), US-amerikanische Schauspielerin
- Renée Vivien (1877–1909), britische Dichterin, Vertreterin des Symbolismus
- Renée Weibel (* 1984), Schweizer Schauspielerin und Unternehmerin
- Renée Zellweger (* 1969), US-amerikanische Schauspielerin

Zweitname
- Rose Renée Roth (1902–1990), österreichische Schauspielerin
- Rachel Renée Russell (* 1959), US-amerikanische Jugendbuchautorin
- Shaunette Renée Wilson (* 1990), US-amerikanische Filmschauspielerin

## Familienname
- Ciara Renée (* 1990), US-amerikanische Theater- und Filmschauspielerin
- Lily Renée (1921–2022), US-amerikanische Zeichnerin und Illustratorin
- Madelyn Renée (* 1955), US-amerikanische Opernsängerin (Sopran)
- Melia Renee (* 1989), US-amerikanische Schauspielerin
- Ricky Renée (1929–2017), US-amerikanischer Schauspieler und Entertainer